# 软膏剂
软膏剂指的是药物与适宜的基质均匀混合制成的，具有适当稠度的膏状外用制剂。
软膏剂按分散系统分有三类，溶液型、混悬型和乳剂型。类似于软膏剂但在性质上有区别的有糊剂、凝胶剂、刚性泡沫剂等。
一般软膏剂应具备如下性质：均匀细腻、具有适当粘稠性，易于涂布、无酸败、无异臭、无变色变硬、无油水分离、无刺激性，过敏性及其他不良反应、用于大面积烧伤应灭菌。
基质为软膏剂形成和发挥药效的重要组成部分，他的性质和质量对软膏剂的性质有很大影响，基质应该具有无毒、无致癌性、不影响药物稳定性、不与药物发生化学变化、不影响药物的药效与含量监测等基本性质；还应具有吸水性，能够吸收伤口分泌物；另外还要易于洗除，不污染衣物。

## 分類
常用的基质可以分为三大类：
- 油脂性基质，包括烃类如凡士林、石蜡、液体石蜡等；
- 类脂类如羊毛脂、蜂蜡、鲸蜡、二甲基硅油等；油脂类。
- 乳剂型基质，包括油包水型和水包油型，其常用乳化剂有皂类、脂肪醇硫酸脂钠类、高级脂肪醇及多元醇类聚氧乙烯醚衍生物类等等。水溶性基质常用的为CMC-Na

软膏剂的制备常用的方法有研合法、熔合法乳化法等。
软膏剂的质量评定包括主药含量的测定、熔程、稠度、刺激性、稳定性、药物的释放穿透和吸收等。